# Kobane
Kobane, även Kobanî eller Kobanê (arabiska:  عين العرب, Ain al-Arab) är en stad i Aleppoprovinsen i norra Syrien nära gränsen till Turkiet. Som en följd av Syriska inbördeskriget kontrolleras staden (2015) av den kurdiska gruppen Folkets försvarsenheter (YPG) och administreras av Kurdiska högsta kommittén i Rojava.
Från september 2014 till januari 2015 var Kobane belägrat av Islamiska staten. Under denna period flydde merparten av stadens befolkning över gränsen till Turkiet samtidigt som cirka 80 procent av bebyggelsen förstördes. Sedan dess har delar av befolkningen återvänt.
I juni 2015 genomförde Islamiska staten en massaker i staden i vilken hundratals människor dödades.